# Fortezza di Kiev
La Fortezza di Kiev' (in ucraino Київська фортеця?, Kiïvs'ka Fortecja, in russo Киевская крепость?, Kievskaja Krepost) è un'antica e complessa fortificazione a Kiev, risalente alla seconda metà del XVII secolo, che in tempi recenti è divenuta un museo. Comprende un memoriale oltre a strutture militari e civili.

## Storia

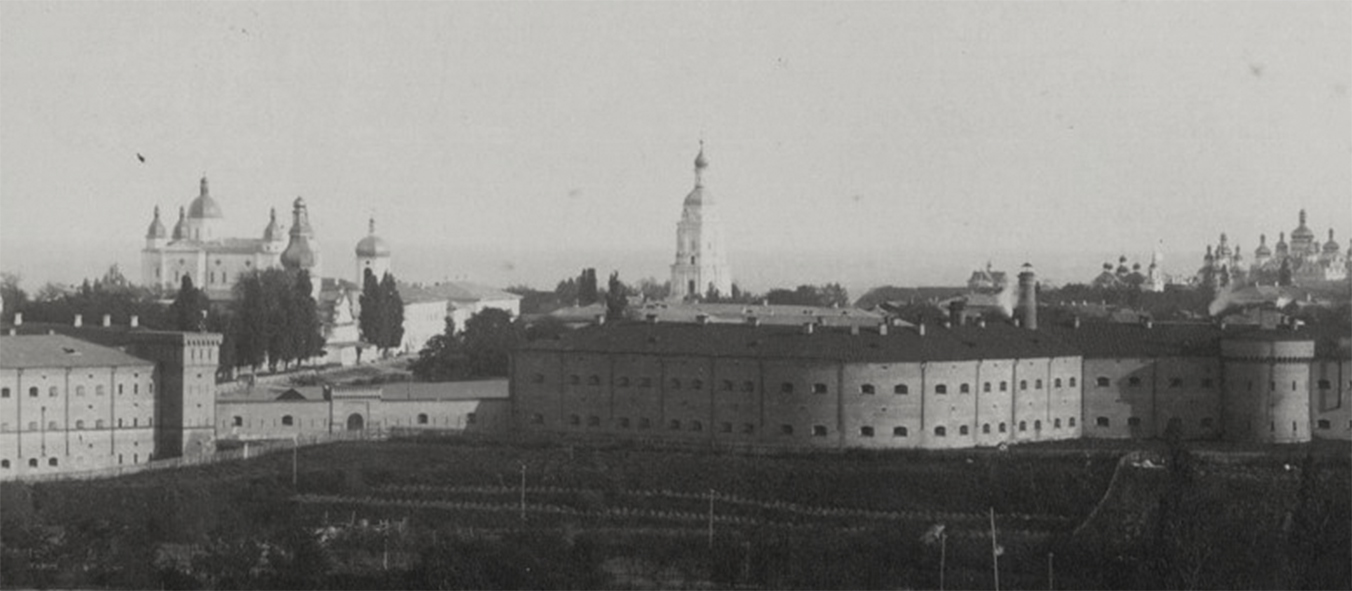
Arsenale della fortezza all'inizio del XX secolo

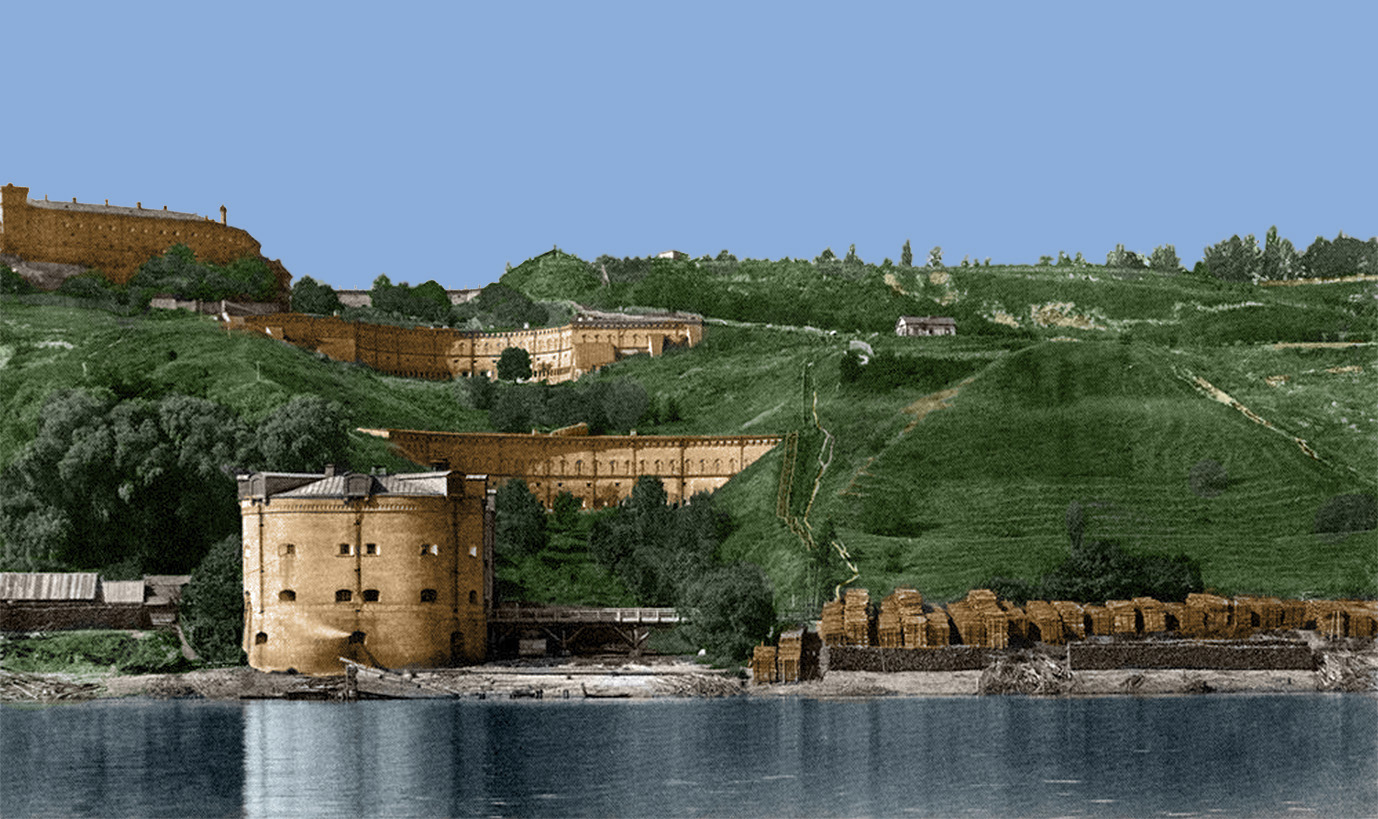
Fortezza vista dal fiume Dnepr

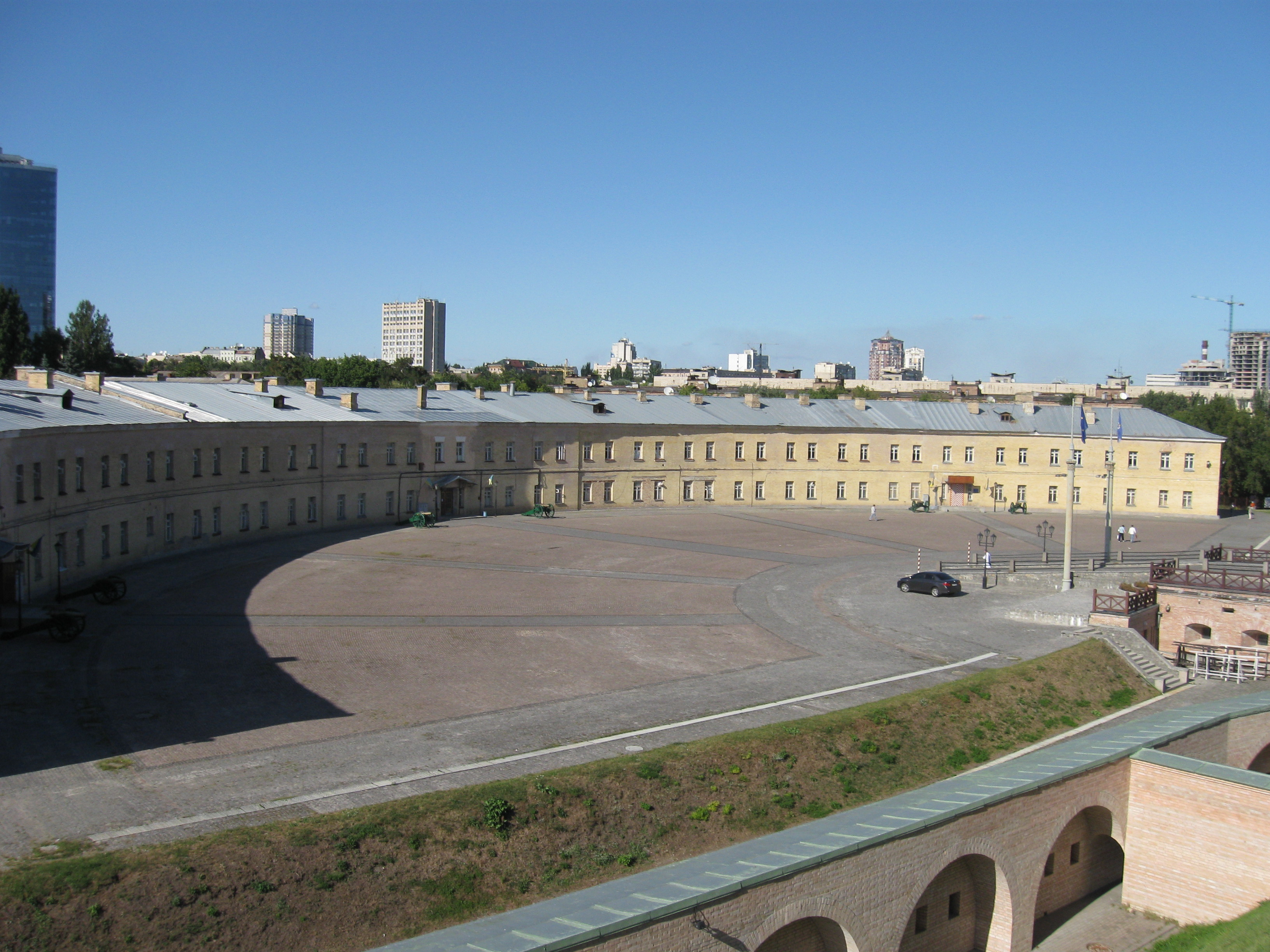
Ex scuola militare

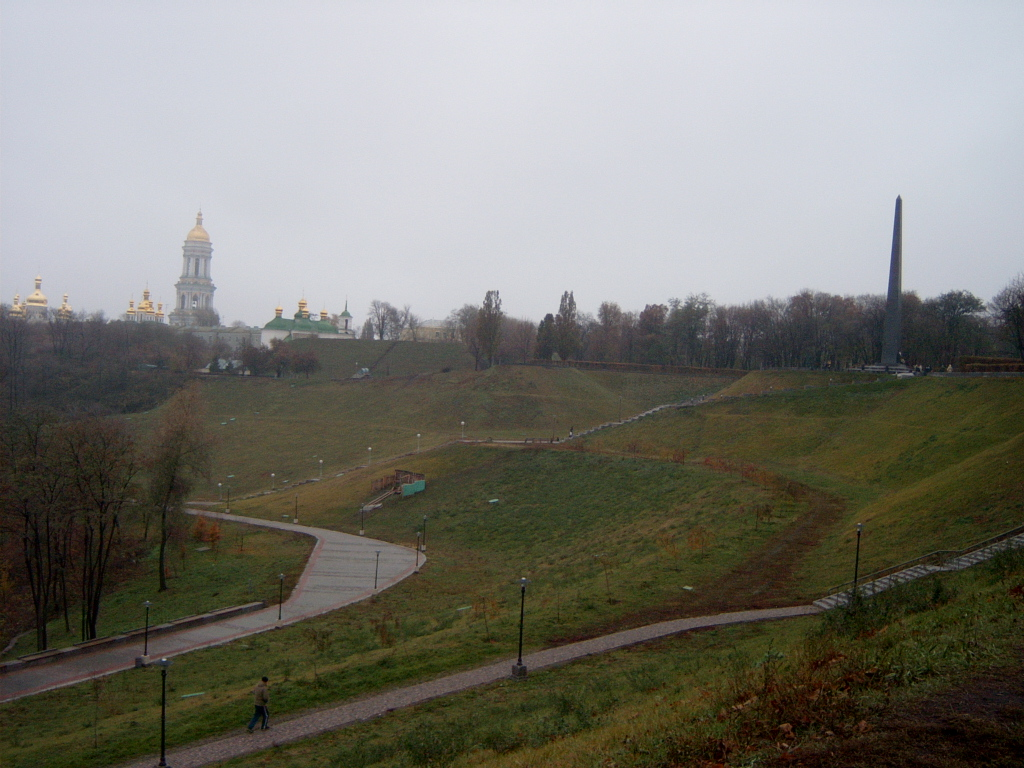
Area della fortezza con il memoriale della Gloria Eterna e la chiesa della Natività

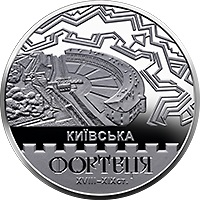
Moneta commemorativa emessa nel 2021

Già attorno al VI secolo Kiev era difeso da baluardo che comprendevano un'area estesa sulle alture della Vecchia Kiev e con Vladimir I vennero edificate altre fortificazioni.
La struttura militare della fortezza recente risale alla seconda metà del XVIII secolo quando ospitava un piccolo ospedale. In seguito, entro la metà del secolo seguente, venne notevolmente ampliato sino ad acquisire la forma ad arco.
Dal punto di vista strategico perse importanza in pochi decenni e già alla fine del XIX secolo fu impiegato come magazzino, caserma e carcere.
Dal 1927 è divenuta area museale, struttura legata al Museo storico nazionale dell'Ucraina.

## Descrizione
Nel periodo della sua massima estensione la fortezza era un complesso che comprendeva a ovest un ospedale e il forte Vasylkiv, a nord l'arsenale con edifici per il comando e caserme, a sud il monastero delle Grotte di Kiev, che in caso di aggressioni nemiche era destinato ad eseere utilizzato dalle truppe. Oltre il Dnepr c'era anche una fabbrica di mattoni. Erano presenti in tutto sette torri fortificate.
Dal 1927 è divenuto sito museale e conserva uno dei più grandi complessi fortificati del suo genere al mondo.
Le parti che sopravvivono alle moderne costruzioni sono la cinta muraria che circonda la zona attorno alle Grotte di Kiev, i bastioni di terra fortificati della cittadella, il forte Vasylkiv, la fortificazione poligonale dell'ospedale e alcune parti destinate alla truppa. Alcune delle torri sono state restaurate e vengono utilizzate per scopi civili.

## Nella cultura di massa
Nel 2021 sono state coniate monete commemorative della fortezza.

## Torri della fortezza

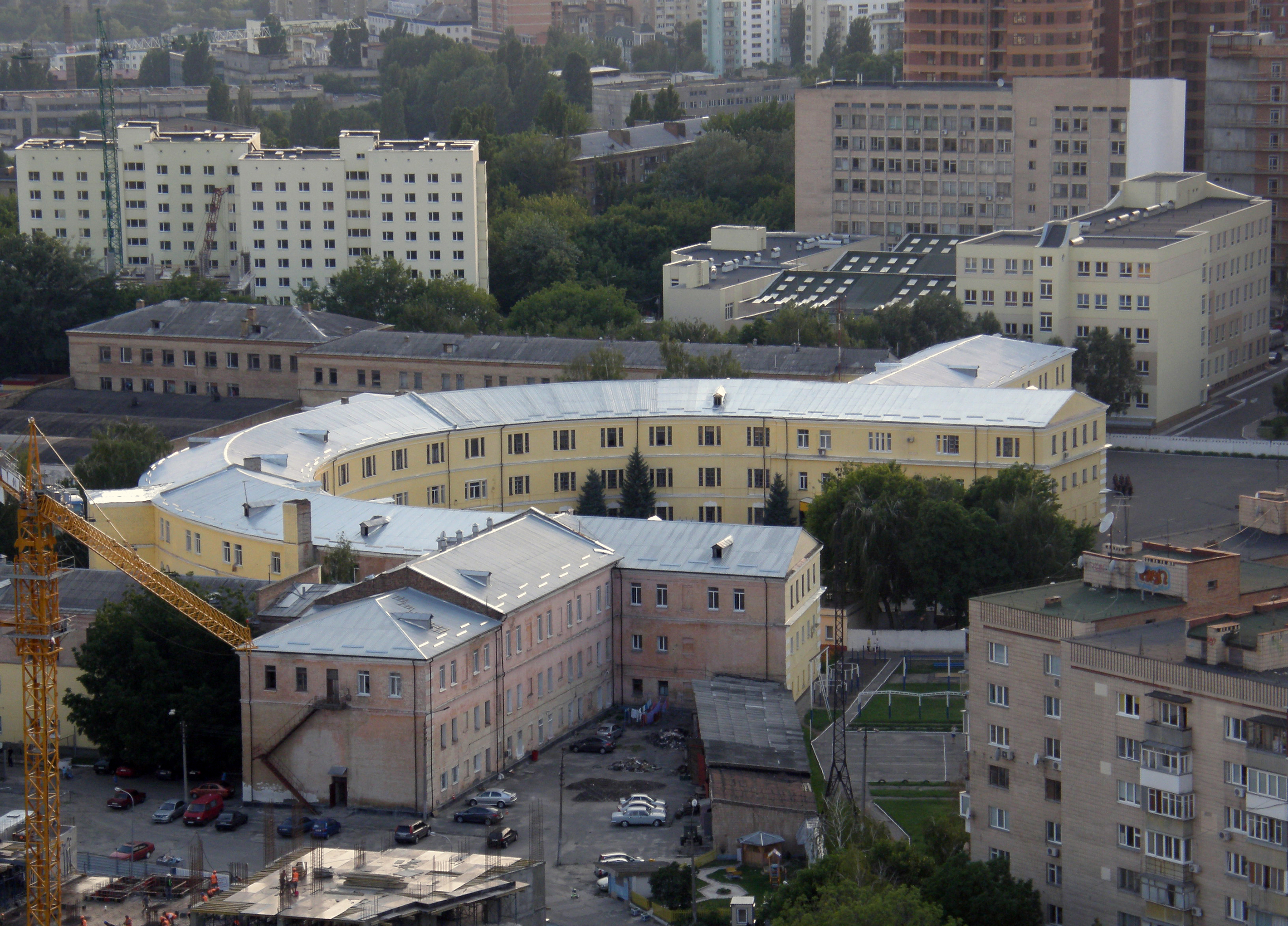
Torre 1
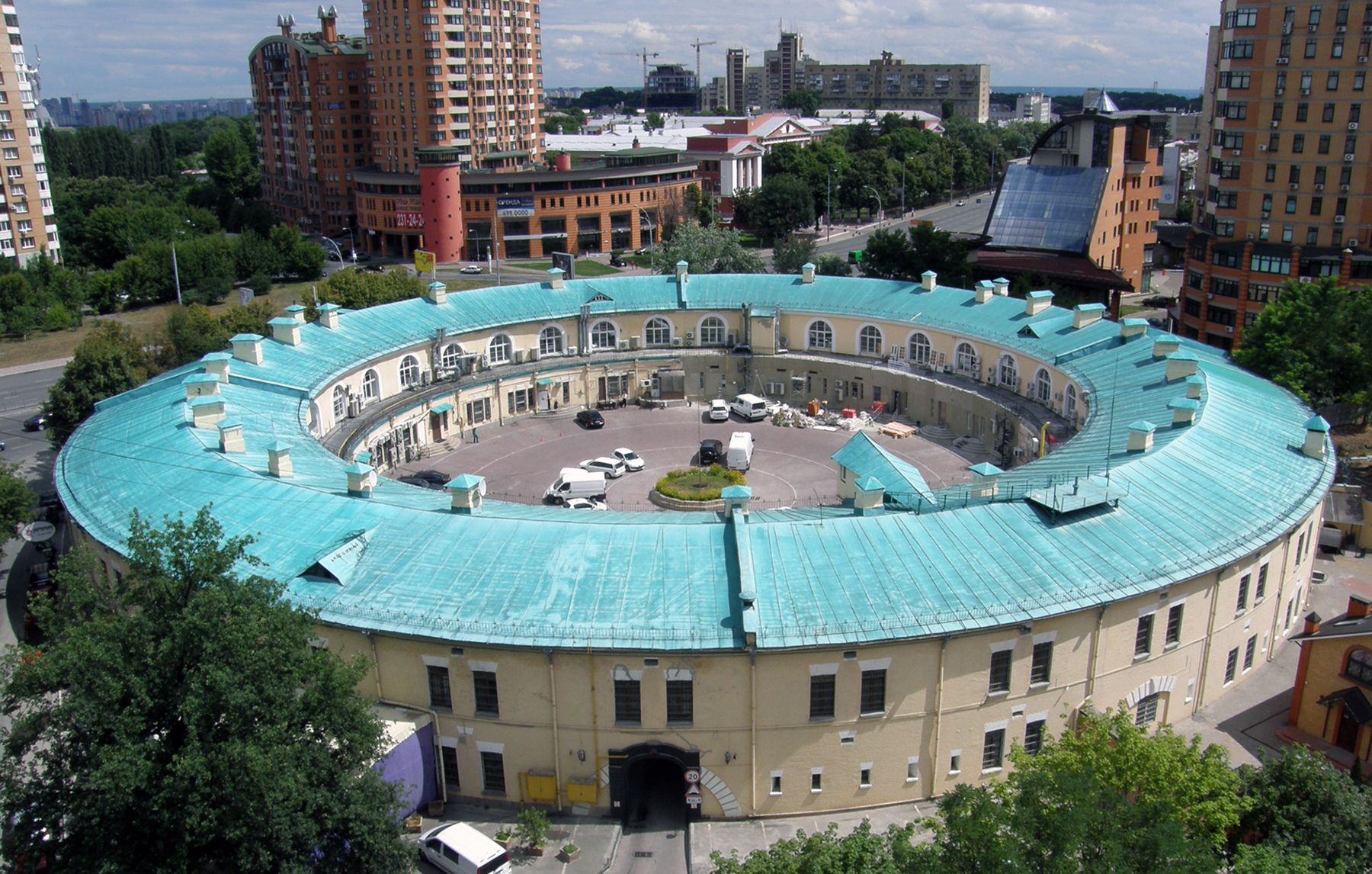
Torre 2
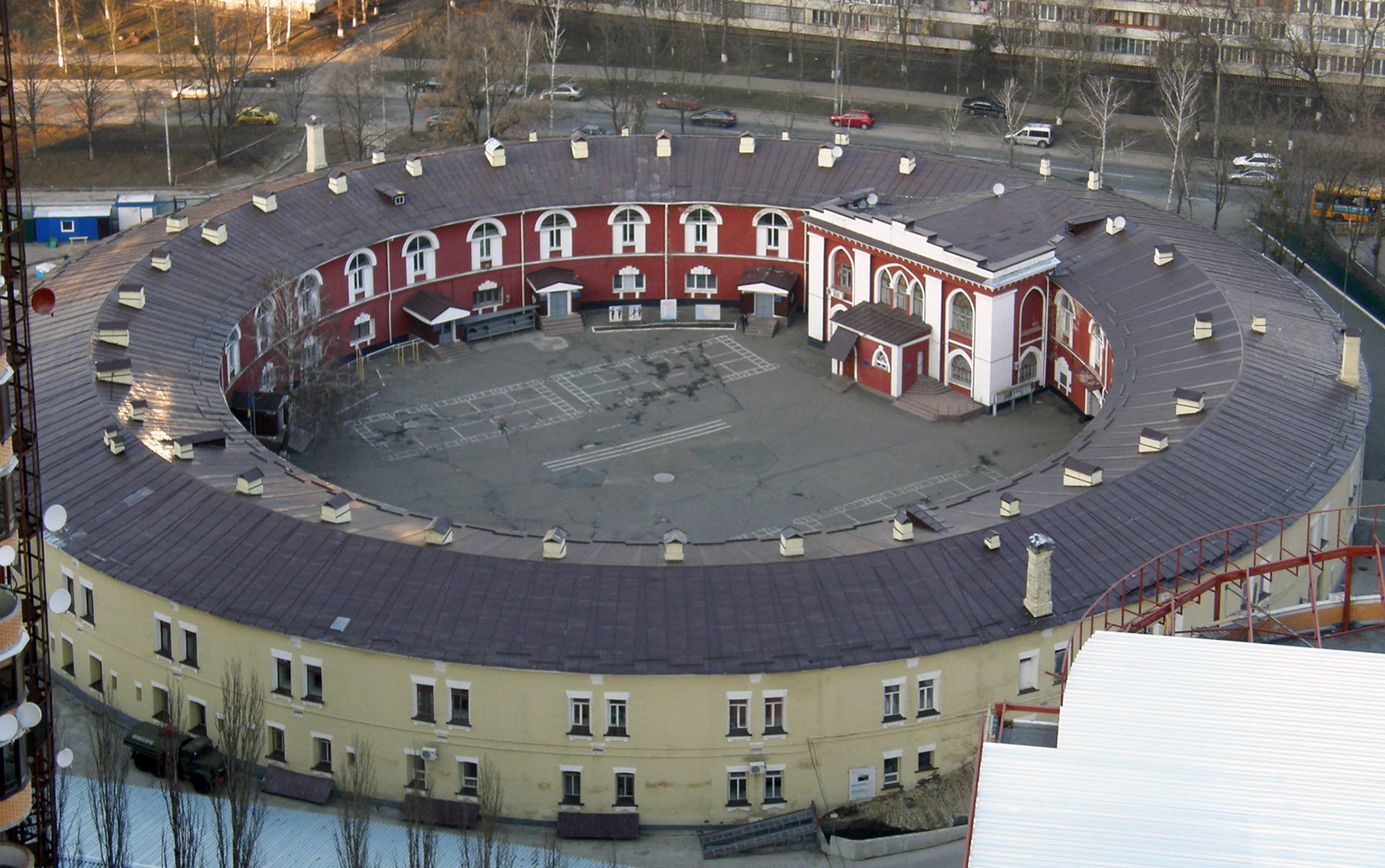
Torre 3
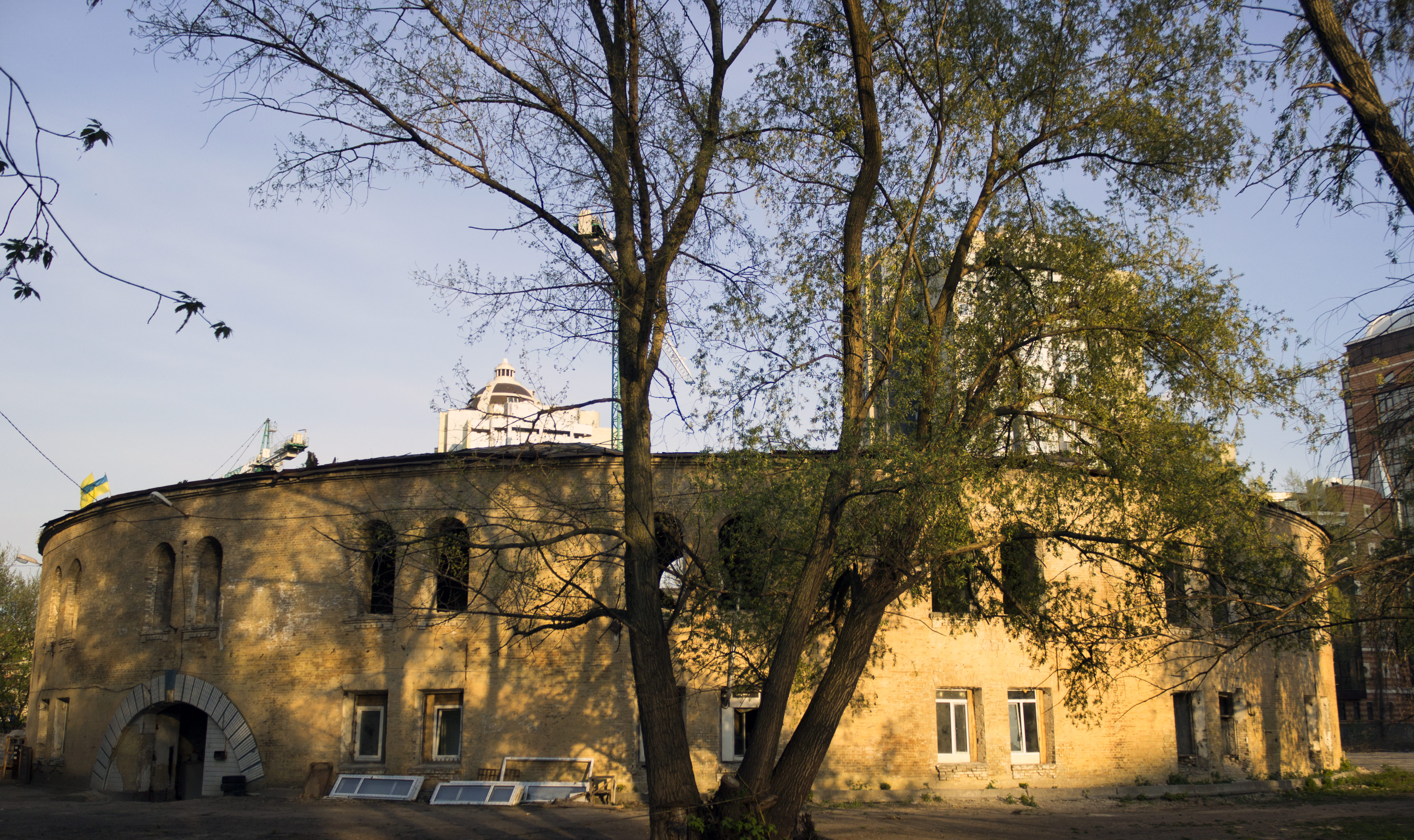
Torre 4
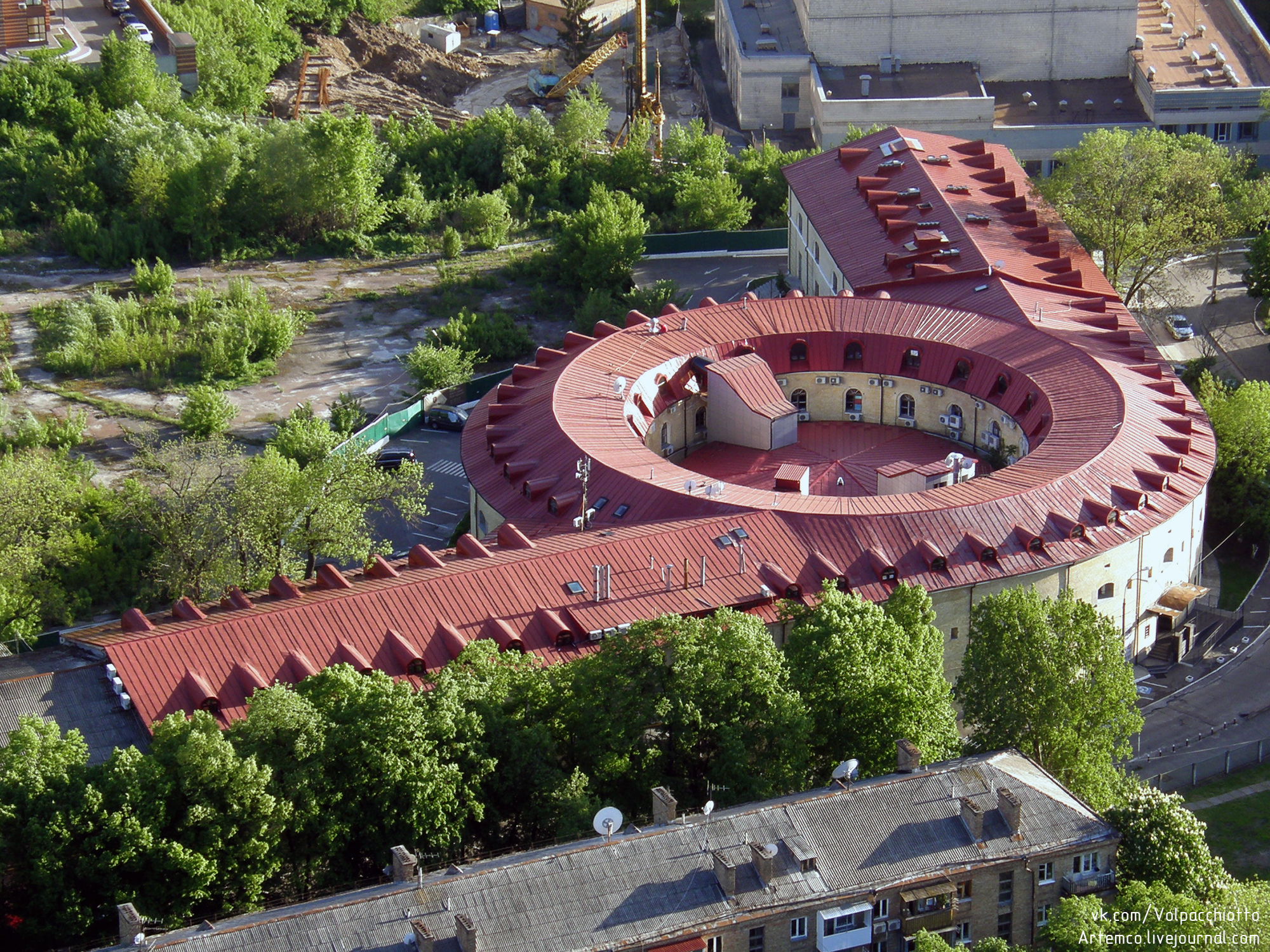
Torre 5
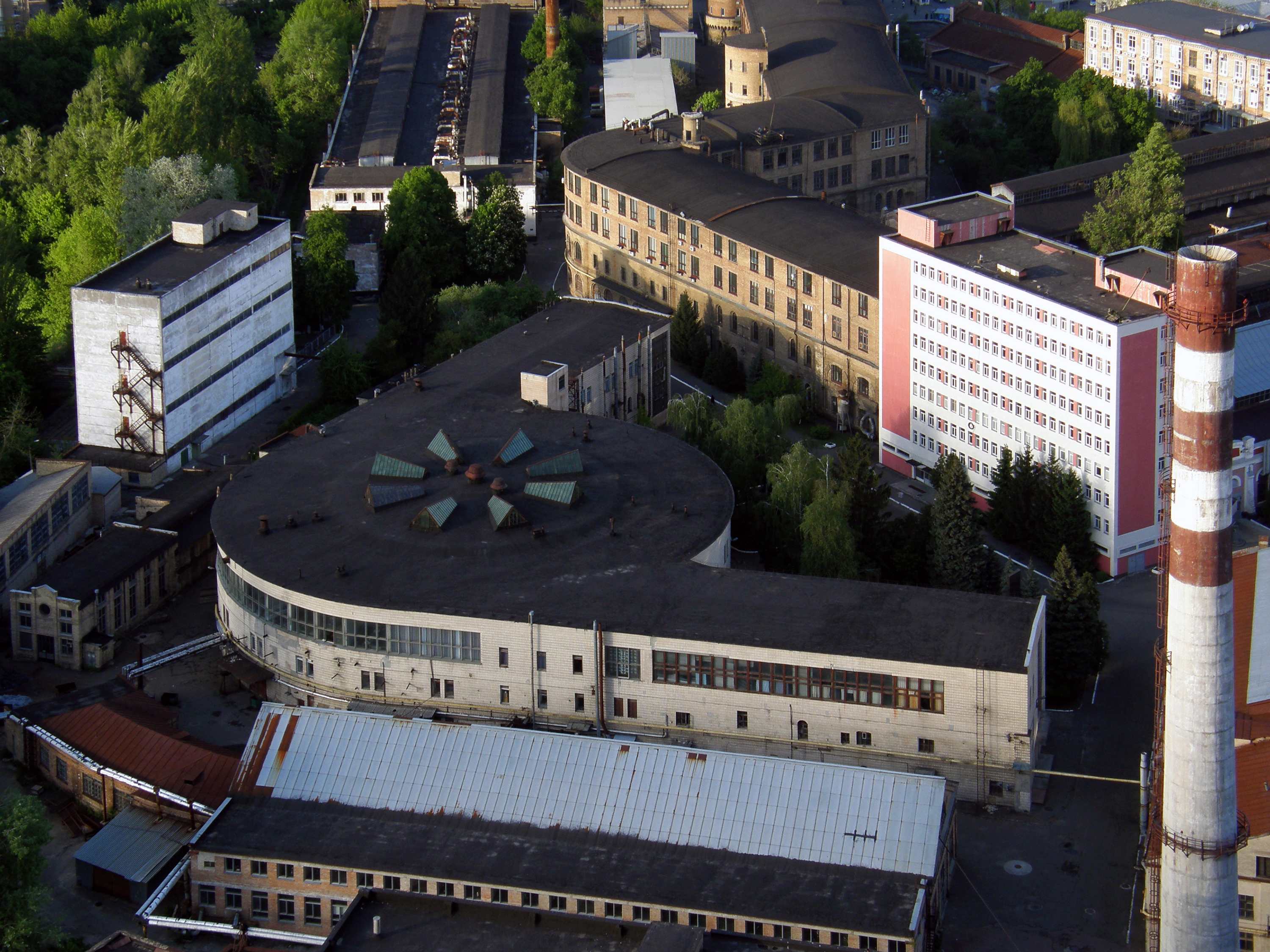
Torre 6
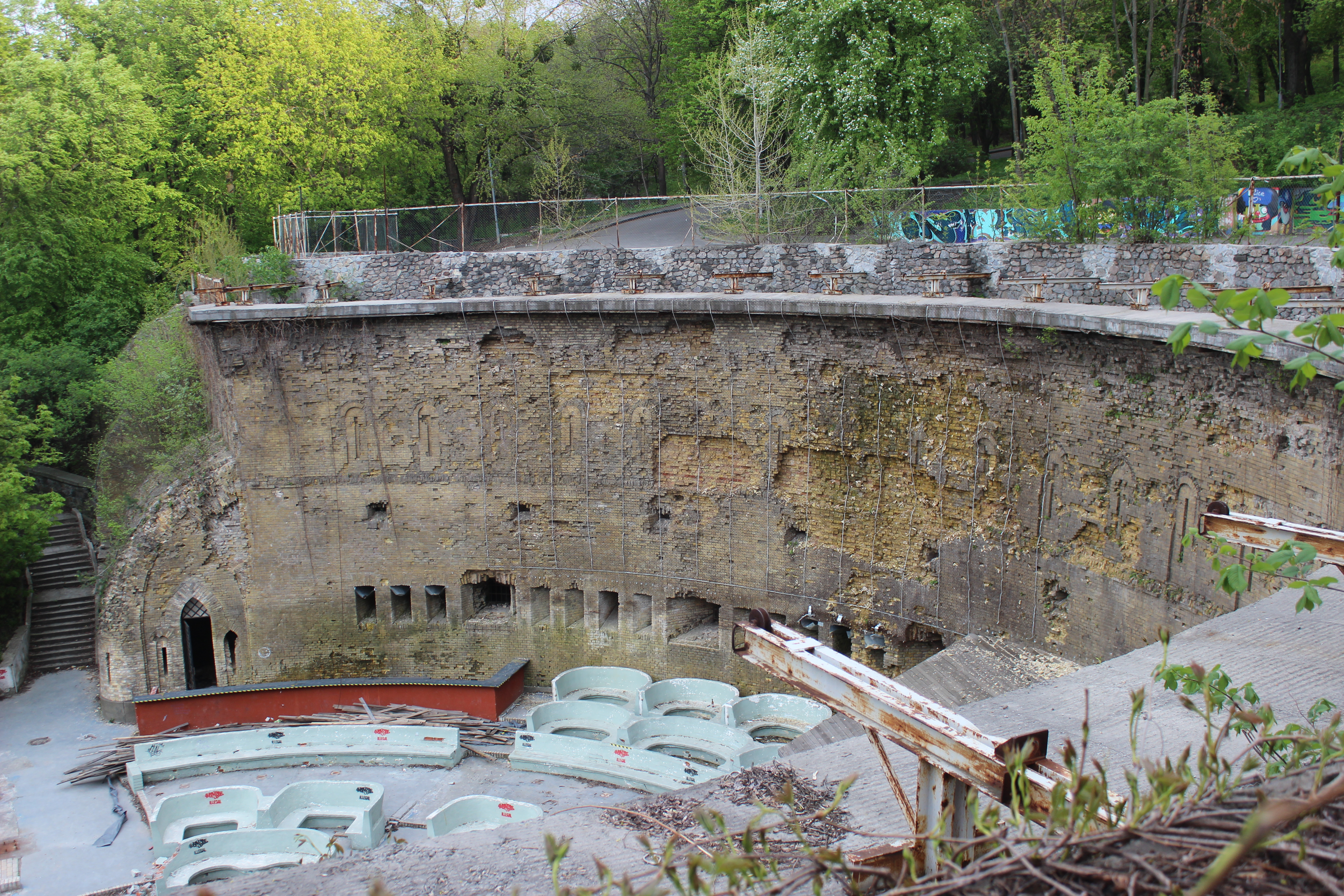
Resti della torre semicircolare